# Dukuh Salam
Dukuh Salam is een bestuurslaag in het regentschap Tegal van de provincie Midden-Java, Indonesië. Dukuh Salam telt 5436 inwoners (volkstelling 2010).